# Гинзтон, Эдвард
Эдвард Леонард Гинзтон (27 декабря 1915, Екатеринослав — 13 августа 1998, Стэнфорд, Калифорния) — американский инженер и изобретатель.

## Образование
Отец, Леонид (Леонард) Гинзбург, уроженец Екатеринославской губернии. Гинзтон получил степень бакалавра в 1936 году и степень магистра в 1937 году в электротехнике в Калифорнийском университете, Беркли, и защитил степень доктора философии в электротехнике в Стэнфордском университете в 1941 году.

## Карьера
Будучи студентом Стэнфордского университета, Гинзтон работал с Уильямом Хансеном и братьями Расселом и Сигурдом Варианами. В 1941 году он стал членом группы Варианов — Хансена в компании «Sperry Gyroscope Company».
Гинзтон стал доцентом физики Стэнфордского университета в 1945 году и оставался на факультете до 1961 году.
В 1949 году Гинзтон и Марвин Чодороу разработали 220-футовый ускоритель на энергию 1 ГэВ в Стэнфордском университете. После завершения работы ускорителя Гинзтон стал директором микроволновой лаборатории, которая впоследствии была переименована в Лабораторию Гинзтона Архивная копия от 22 октября 2012 на Wayback Machine.
Гинзтон, вместе с Расселом и Сигурдом Варианами, был одним из первичных членов правления Varian Associates, основанной в 1948 г. Девятью первыми директорами компании были Гинзтон, Рассел, Сигурд и Дороти Вариан, Х. Мирл Стернс, преподаватели Стэнфордского университета Уильям Вебстер Хансен и Леонард И. Шифф, юрисконсульт Ричард М. Леонард и патентный поверенный Пол Б. Хантер.
Гинзтон стал генеральным директором и председателем Varian Associates после того, как Рассел Вариан умер от сердечного приступа, а Сигурд Вариан погиб в авиакатастрофе.
В 1969 году Гинзтон был награждён Почётной медалью IEEE за «его выдающийся вклад в совершенствование технологии мощных клистронов и их применение, особенно в линейных ускорителей частиц».
Гинзтон был членом Национальной инженерной академии США и Национальной академии наук США.
Биография Гинзтона доступна в Интернете.

## Семья

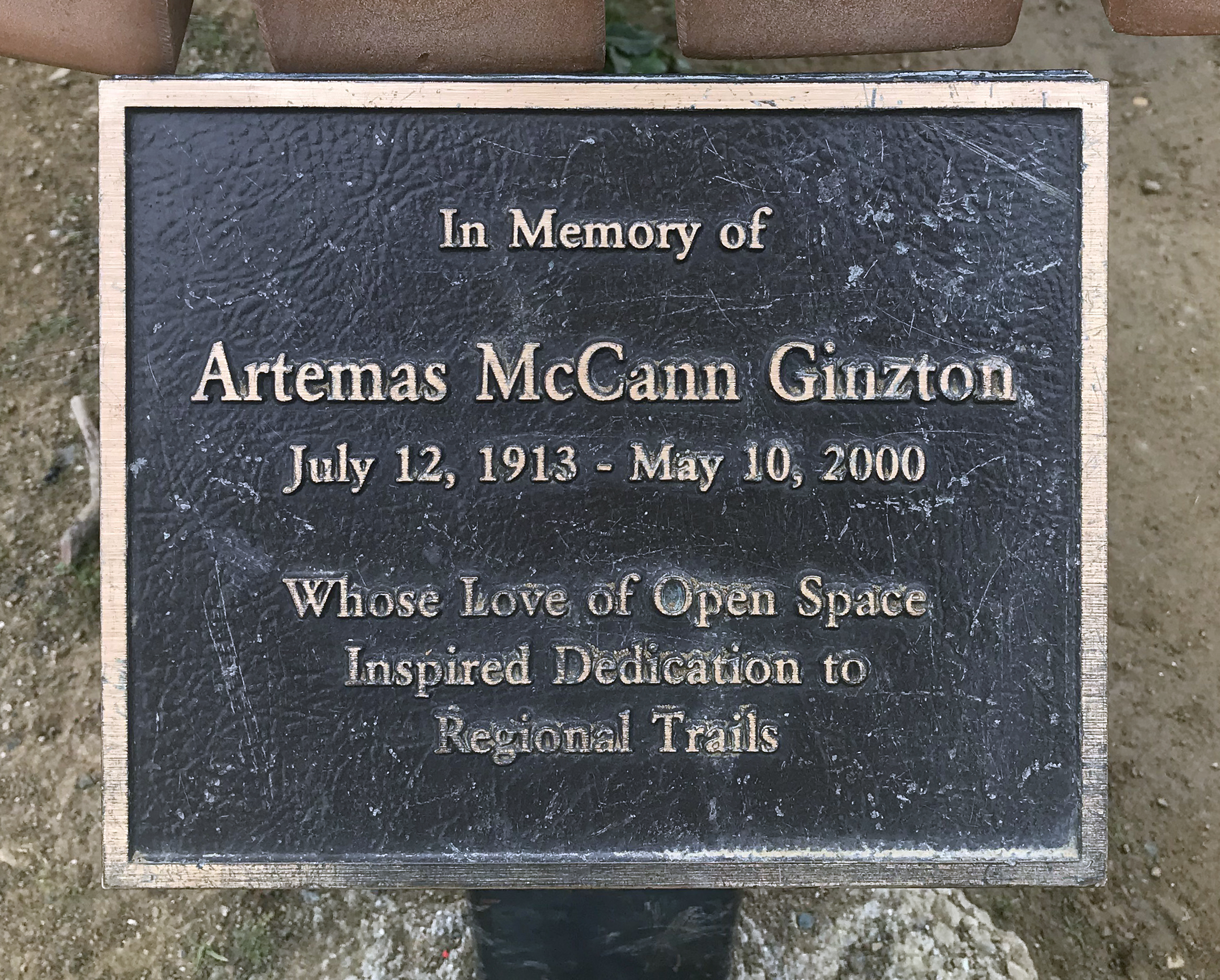
Мемориальная доска в память о Артемас Макканн Гинзтон в районе Гантерс-Пойнт, в заповеднике Фремонт. Также можно найти тропу, названную в честь Артемас Гинзтон в заповеднике Бирн на холмах Лос-Альтос

Гинзтон родился на Украине и жил в Китае до переезда в Калифорнию в 1929 г..
16 июня 1939 г.. Гинзтон и Артемас Альма Макканн (1913—2000) поженились. Артемас была дочерью Джеймса Артура и Альмы (Хауес) Макканн. В чете Гинзтонов было четверо детей: Энн Гинзтон Коттрелл (1942), Леонард Эдвард Гинзтон (1943), Нэнси Хадер Гинзтон (1946) и Дэвид Эдвард Гинзтон (1948).

## Ссылка
- Биографические мемуары Национальной академии наук
- Труда Эдвард Гинзтон
- Edward L. Ginzton, 1915-1998. IEEE History Center. IEEE. Дата обращения: 14 июля 2011.
- Father of Invention. Stanford Magazine. Stanford University. Дата обращения: 11 сентября 2009. Архивировано из оригинала 2 апреля 2012 года.
- History of the Ginzton Lab. Stanford University. Stanford University. Дата обращения: 21 сентября 2009. Архивировано из оригинала 19 октября 2012 года.
- Oral History: Edward Ginzton. IEEE. IEEE Global History Network. Дата обращения: 21 сентября 2009.